# Строгановська школа іконопису

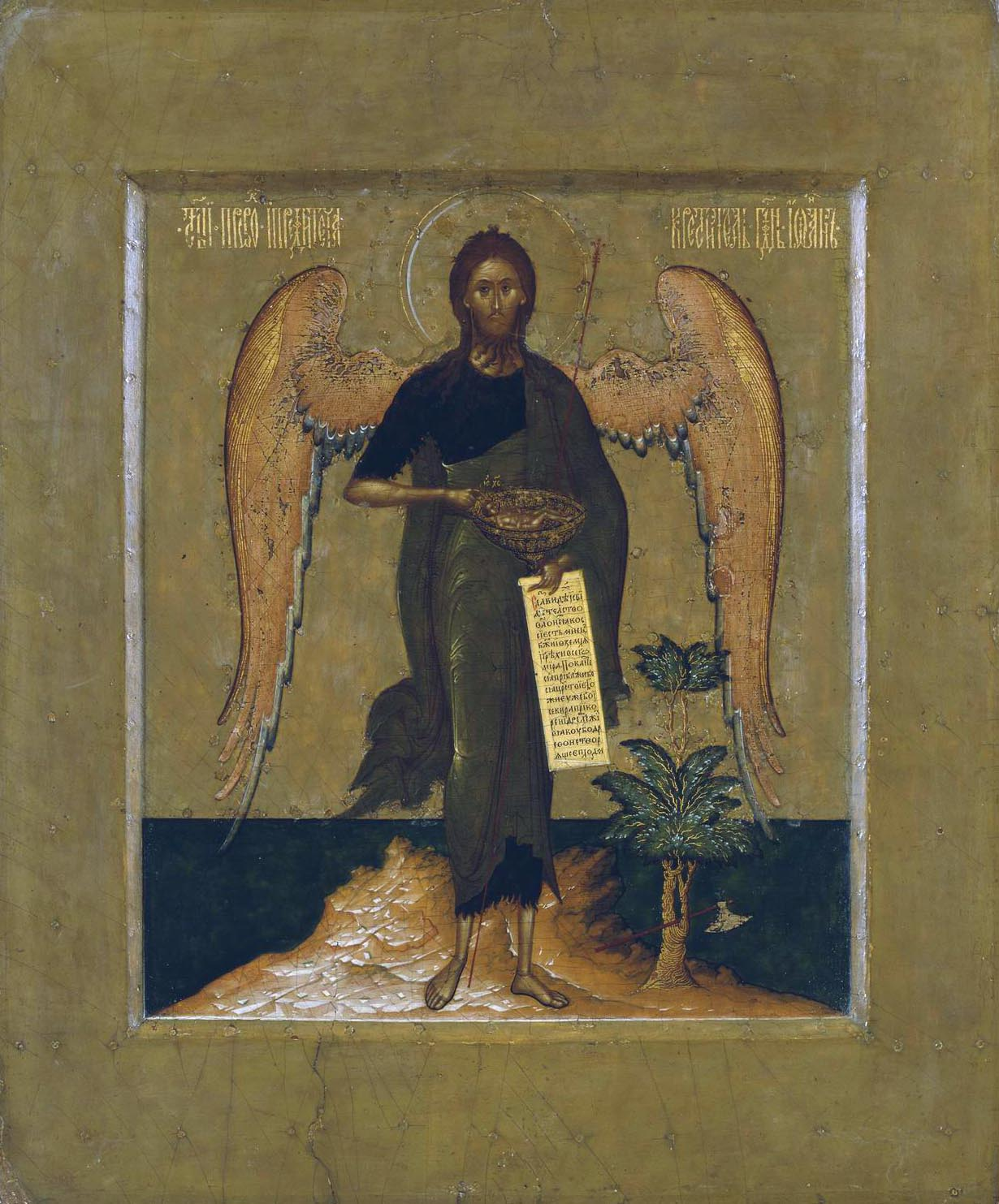
Ікона Строгановської школи. Прокопій Чирін. Іван Хреститель — ангел пустелі. 1620-ті роки, ТГ

Строгановська школа іконопису (Строгановська школа живопису, «строгановські малюнки»; рос. Строгановская школа иконописи, «строгановские письма») — давньоруська школа іконопису, що була заснована наприкінці XVI століття родиною Строганових. 

## Історія
Школа іконопису була започаткована родом Строганових, заможними купцями соляної промисловості за часів Московського царства. Строгановский напрямок в іконопису сформований в кращих традиціях живописних шкіл Москви й Новгорода. Найбільший розвиток припадає на 80—90-ті роки XVI століття і 20-ті роки XVII століття. У середині XVII століття іконна справа Строганових припиняється. 
Строганови запрошували найкращих майстрів іконопису Москви. У школі було запроваджено поділ праці між іконописцями вузької спеціалізації: «личник», «доличник», майстер «палатного малюнку» тощо. Уперше в історії давньоруського живопису художники передавали красу й поетичність пейзажу на тлі багатьох ікон. Іконописці зображували пейзажні краєвиди лісових галявин і пагорбів з деревами, травами, квітами, тваринами й птахами.
Для Строгановської школи в смутні часи була характерна відсутність яскравих і світлих кольорів, в іконах переважали похмурі відтінки й зображення Святих, таких як Сергій Радонезький, Борис і Гліб тощо. Розвиток міжнародних зв'язків Московського царства сприяв розширенню тематики іконопису, поступово втрачаючи попередні канони й набуваючи більш світського характеру. 
Для строгановського напряму іконопису характерні невеликі за форматом ікони з ретельно виписаними деталями, стилізованими формами й вишуканим колоритом з активним застосуванням золота. Деяких своїх іконописців Строганови відправляли на навчання за кордон, про що свідчать більш світське об’ємне трактування форми й деякі деталі одягу, архітектури, що явно видає знайомство з іншим художнім досвідом. Ці ікони були свого часу найбільш шановані серед перших російських колекціонерів іконопису XIX ст. Традиції строгановського живопису лягли в основу унікальних іконописних промислів у селах центральної Росії в більш пізній час: Палех, Мстьора й Холуй. 

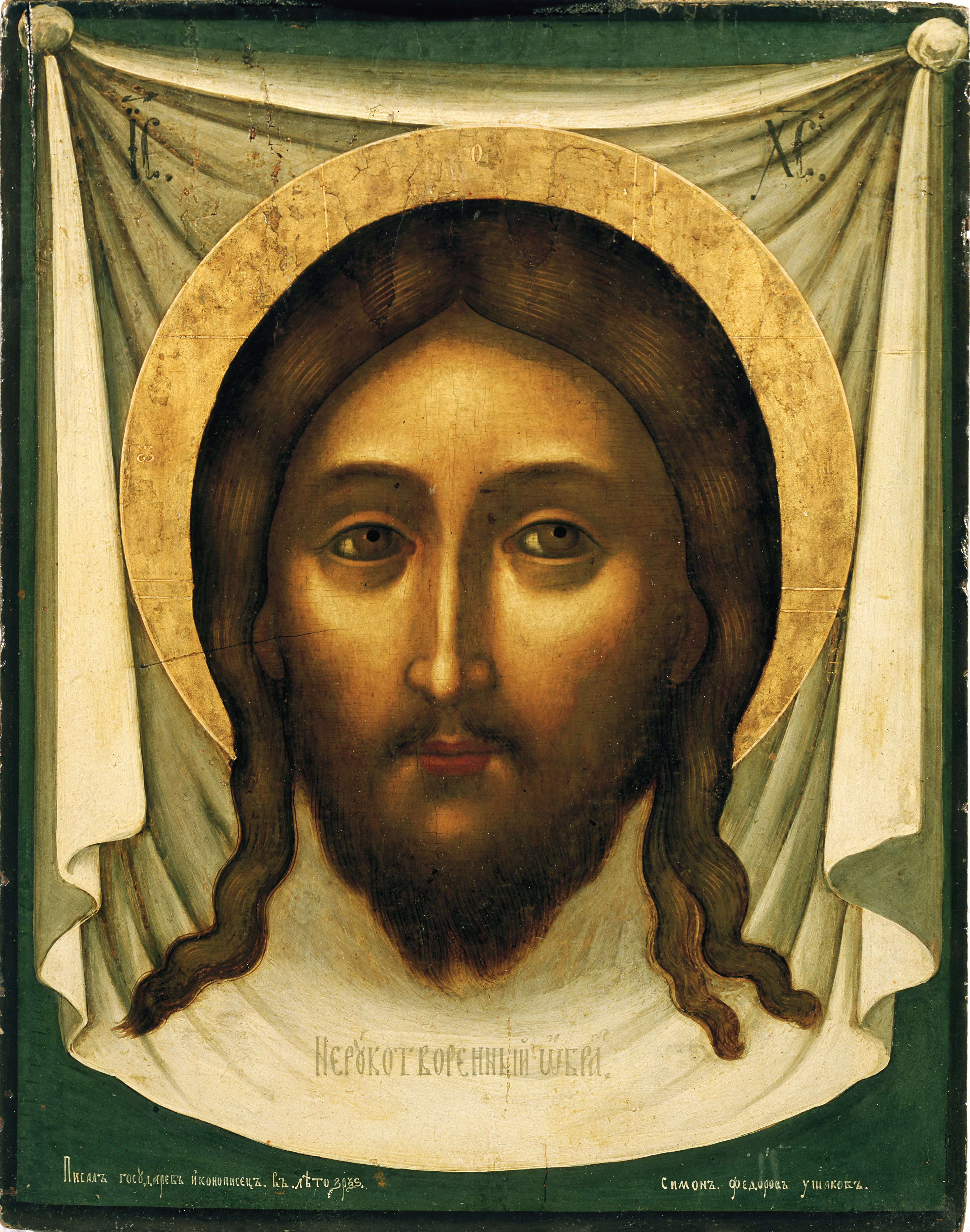
Симон Ушаков. Спас Нерукотворний. 1658

## Особливості
- відточений малюнок і лінії
- ретельна обробка деталей
- багатство орнаменту
- сяючи фарби
- багатофігурні композиції
- пейзажні панорами

## Відомі представники
- Симон Ушаков — художник й очільник Збройової палати, представник Строгановської школи. Писав портрети митрополитів і членів царської родини.
- Гурій Нікітін — відомий художник другої половини XVII ст., народився в Костромі, очолював іконописну артіль в Ярославлі. Розписав Церкву Іллі Пророка в Ярославлі (1680).
- Прокопій Чирін
- Микифор, Назарій, Федір і Істома Савіни
- Степан Ареф'єв
- Омелян Москвітин

## Вибрані твори
- Ікона «Микита-воїн» Прокопія Чиріна (1593, зберігається в Державній Третьяковській галереї)[2]
- Ікона «Іван Хреститель — ангел пустелі» (20—30-ті роки XVII століття, зберігається в Державній Третьяковській Галереї)
- Ікона «Архангел Михаїл» (1676)
- «Вітчизна». Автор Микіфор Савін (кін. XVI—поч. XVII ст.)
- «Бачення Іоанна Лествичника» (1-ша пол. XVI ст.)
- «Церква войовнича» (1550)
- Ікона «Спас нерукотворний». Автор С.Ушаков
- Ікона «Богоматір Володимирська» чи «Насадження древа Держави Російської». Автор С. Ушаков (1668)
- Картина «Воєвода Скопін-Шуйський». Автор С. Ушаков
- Ікона «Богородиця Володимирська» — належала родині останнього гетьмана України Павла Скоропадського[3]